# Агаджанова, Ораз Гуль
Ораз Гуль Агаджанова (туркм. Orazgül Agajanowa) — советский хозяйственный, государственный и политический деятель, Герой Социалистического Труда.

## Биография
Родилась в 1921 году в селении Сонали. Член КПСС с 1957 года.
С 1937 года — на хозяйственной, общественной и политической работе. В 1937—1956 гг. — колхозница, звеньевая комсомольско-молодёжного звена по выращиванию египетского хлопка, колхоза «Коммунизм» Тахта-Базарского района Марыйской области Туркменской ССР, председатель Соналинского сельсовета, бригадир хлопководческой бригады, заместитель председателя по культуре в родном колхозе «Коммунизм» Тахта-Базарского района Марыйской области.
Указом Президиума Верховного Совета СССР от 5 апреля 1948 года присвоено звание Героя Социалистического Труда с вручением ордена Ленина и золотой медали «Серп и Молот».
Избирался депутатом Верховного Совета Туркменской ССР 2-го, 3-го и 4-го созывов.
Делегат XXII съезда КПСС.
Проживала в Тахта-Базарском районе Марыйской области.
Умерла после 1980 года.